# Samsung WatchON
Samsung WatchON  era un'applicazione della Samsung Electronics Co., Ltd., che forniva un servizio per consentire agli utenti di visualizzare le informazioni di programmazione della propria televisione o set-top box, e scegliere i programmi direttamente dai loro dispositivi mobili. Forniva anche consigli in tempo reale per la programmazione e il contenuto video on demand in base ai modelli di visualizzazione dell'utente, e includeva anche un controller remoto virtuale che simulava un telecomando ad infrarossi, sistemi home theater e lettori multimediali di qualsiasi marca, purché siano compatibili con gli infrarossi.
La prima versione dell'app risale al 25 febbraio 2013.
È stato introdotto per la prima volta sui dispositivi Galaxy S4, per poi diffondersi ad altri dispositivi Samsung: Galaxy S4 Mini, Galaxy S5, Galaxy S5 Mini, Galaxy Note 3, Galaxy Note 3 Neo, Galaxy Note 4, Galaxy Note Edge, Galaxy Alpha, Galaxy Note 8.0, Galaxy Note 10.1, Galaxy Note 10.1 2014 Edition, Galaxy Note Pro 12.2, Galaxy Tab 2 7.0, Galaxy Tab 2 10.1, Galaxy Tab 3 7.0, Galaxy Tab 3 8.0, Galaxy Tab 3 10.1, Galaxy Tab 4 7.0, Galaxy Tab 4 8.0, Galaxy Tab 4 10.1, Galaxy Tab Pro 8.4, Galaxy Tab Pro 10.1, Galaxy Tab Pro 12.2, Galaxy Tab S 8.4, Galaxy Tab S 10.5 e dispositivi Gear 2.
L'app è stata interrotta il 31 dicembre 2014 in tutto il mondo tranne Stati Uniti e Corea e il 15 giugno 2015 anche in quei restanti due paesi.

## Funzionalità

### Contenuti personalizzabili
Samsung WatchON offre consigli personalizzati sul contenuto in base alla cronologia personale di un utente.

### One Stop Search
Samsung WatchON offre film e programmi TV in un unico posto.

### Universal Remote Control e TV Guide
Samsung WatchON consente agli utenti di controllare TV, set-top box e altri dispositivi multimediali da un telefono/tablet Samsung Galaxy compatibile.

### Esperienza multi-dispositivo
Samsung WatchON consente agli utenti di guardare contenuti digitali su un dispositivo mobile e quindi continuare a guardare l'elemento su una TV compatibile o viceversa.